# La Mora, Progreso de Obregón
La Mora är en ort i Mexiko.   Den ligger i kommunen Progreso de Obregón och delstaten Hidalgo, i den sydöstra delen av landet, 100 km norr om huvudstaden Mexico City. La Mora ligger 1 995 meter över havet och antalet invånare är 186.
Terrängen runt La Mora är huvudsakligen kuperad, men åt sydost är den platt. Terrängen runt La Mora sluttar västerut. Runt La Mora är det tätbefolkat, med 308 invånare per kvadratkilometer. Närmaste större samhälle är San Salvador, 19,3 km öster om La Mora. Trakten runt La Mora består till största delen av jordbruksmark.